# ويليام هيوسون
ويليام هيوسون (بالإنجليزية: William Hewson)‏ ـ (14 نوفمبر 1739 ـ 1 مايو 1774) هو جراح وعالم تشريح ووظائف أعضاء إنجليزي. من أبرز منجزاته فصله الفايبرين، وهو بروتين أساسي في عملية تجلط الدم، ويعتبره البعض «أبا علم الدم». تتلمذ على ويليام هنتر، ثم صار مساعدًا له فيما بعد. حصل على وسام كوبلي سنة 1769، وانتُخب زميلًا للجمعية الملكية سنة 1770.

## روابط خارجية
- ويليام هيوسون على موقع الموسوعة البريطانية (الإنجليزية)